# Liste des plus grandes stations d'épuration des eaux
La plus grande station d'épuration des eaux usées peut être définie de plusieurs manières.
Jusqu'en 2021, la plus grande station d'épuration, en termes de capacité, à la fois par temps sec et temps humide, est celle de Jean-R. Marcotte à Montréal. L'usine Bahr El-Baqar Wastewater Tratment Plant, à Port-Saïd, prend ensuite la tête de ce classement,,. Mais cela sera de courte durée, car en 2023 la station d'épuration égyptienne « Nouveau Delta » d'El Hamman entre en service et devient officiellement la plus grande au monde.
L'usine d'El Hamman détient d'ailleurs plusieurs records du monde : elle est la plus grande en surface, puisqu'elle s'étend sur plus de 320 600 mètres carrés, et en capacité, car elle peut traiter 7,5 millions de mètres cubes d'eau par jour, soit 86,8 mètres cubes par seconde. Elle est également la plus grande usine de traitement des boues d'épuration.
Avec traitement secondaire complet des effluents, ce serait la station d'épuration de Deer Island à Boston.
| Nom                                               | Ville                                           | Pays        | Année d'ouverture | Capacité par temps sec (m³/j) | Capacité par temps humide (m³/j) | Capacité nominale (équivalents-habitants) | Surface occupée (km²) | Commentaires                                                                                  |
| ------------------------------------------------- | ----------------------------------------------- | ----------- | ----------------- | ----------------------------- | -------------------------------- | ----------------------------------------- | --------------------- | --------------------------------------------------------------------------------------------- |
| Station d'épuration « Nouveau Delta » d'El Hamman | El Dabaa                                        | Égypte      | 2023              | 7 500 000                     |                                  |                                           | 0,32                  |                                                                                               |
| Bahr El-Baqar Wastewater Tratment Plant           | Port Said                                       | Égypte      | 2021              | 5 600 000                     |                                  |                                           | 0,65                  |                                                                                               |
| Station d’épuration Jean-R. Marcotte              | Montréal                                        | Canada      | 1984              | 2 780 000                     | 7 600 000                        |                                           | 0,67                  | Traitement tertiaire (ozonation) prévu pour 2025 (aucun traitement secondaire)                |
| Detroit Wastewater Treatment Plant                | Détroit                                         | USA         | 1940              | 2 460 000                     | 6 435 000                        |                                           | 0,53                  | Capacité de traitement secondaire par temps humide limitée à 3 520 000 m3/jour.               |
| Stickney Water Reclamation Plant                  | Chicago                                         | USA         | 1930              | 2 665 000                     | 5 300 000                        |                                           | 2,3                   |                                                                                               |
| Deer Island Waste Water Treatment Plant           | Boston                                          | USA         | 1968              | 1 438 000                     | 4 542 000                        |                                           | 0,6                   | Traitement secondaire complet depuis 1995.                                                    |
| Blue Plains Advanced Wastewater Treatment Plant   | Washington                                      | USA         | 1938              | 1 400 000                     | 4 073 000                        |                                           | 0,75                  | Traitement secondaire depuis 1959.                                                            |
| Autotonilco de Tula Plant                         | Mexico                                          | Mexique     | 2015              | 2 000 000                     | 3 000 000                        |                                           |                       |                                                                                               |
| Hyperion Sewage Treatment Plant                   | Los Angeles                                     | USA         | 1925              | 1 041 000                     | 3 000 000                        |                                           | 0,81                  | Capacité de traitement secondaire par temps humide (depuis 1950) limitée à 1 821 000 m3/jour. |
| Lyuberetskiye wastewater treatment facilities     | Moscou                                          | Russie      | 1963              | 3 000 000                     |                                  |                                           |                       |                                                                                               |
| Kuryanovo wastewater treatment facilities         | Moscou                                          | Russie      | 1950              | 2 200 000                     |                                  |                                           |                       |                                                                                               |
| Station d’épuration Seine Aval,                   | Saint-Germain-en-Laye, Archères (Ile-de-France) | France      | 1940              | 1 460 000                     | 2 900 000                        | 7 500 000                                 | 8                     |                                                                                               |
| Shanghai Zhuyan I Wastewater Treatment Plant      | Shanghai                                        | Chine       | 2004              | 1 700 000                     |                                  |                                           |                       |                                                                                               |
| Stonecutters Island Sewage Treatment              | Hong Kong                                       | Chine       | 2001              |                               | 2 765 000                        |                                           |                       |                                                                                               |
| Bailonggang Wastewater Treatment Plant            | Shanghai                                        | Chine       | 1999              | 2 000 000                     |                                  |                                           |                       |                                                                                               |
| Gabal el Asfar Wastewater Treatment Plant         | Le Caire                                        | Égypte      |                   | 1 700 000                     | 2 500 000                        |                                           |                       |                                                                                               |
| Beckton Sewage Treatment Works                    | Londres                                         | Royaume-Uni | 1864              |                               | 2 330 000                        |                                           | 1                     |                                                                                               |
| Morigasaki Water Reclamation Center               | Tokyo                                           | Japon       | 1966              |                               | 1 540 000                        |                                           | 0,41                  |                                                                                               |
| Vienna wastewater treatment plant                 | Vienne                                          | Autriche    | 2005              | 680 000                       | 1 500 000                        |                                           | 0,39                  |                                                                                               |
| Station d'épuration Seine Amont                   | Valenton (Val-de-Marne)                         | France      | 1987              | 600 000                       | 1 500 000                        | 3 600 000                                 |                       |                                                                                               |
| Beijing Huaifang Water Plant                      | Pékin                                           | Chine       | 2017              | 600 000                       |                                  |                                           | 0,16                  | Usine souterraine                                                                             |
| Western Treatment Plant                           | Melbourne                                       | Australie   | 1897              | 485 000                       |                                  |                                           | 105                   |                                                                                               |
| Jebel Ali Wastewater Treatment Plant              | Dubai                                           | EAU         | 2019              | 375 000                       |                                  |                                           | 6,7                   |                                                                                               |
| Dasherkandi Sewage Treatment Plant                | Dacca                                           | Bangladesh  | 2023              | 350 000                       | 500 000                          |                                           | 0,26                  |                                                                                               |
| Station épuration Seine Grésillon                 | Triel sur seine                                 | France      | 2008              | 300 000                       |                                  | 1 212 000                                 |                       |                                                                                               |

Les capacités de traitement des eaux usées sont exprimées en mètres cubes par jour. Les surfaces occupées par les stations sont en kilomètres carrés.

## France
Le tableau ci-dessous regroupe les stations d'épuration françaises les plus notables. Ce classement se repose sur le portail gouvernemental de l'assainissement collectif. La France compte environ 20 000 stations d'épuration des eaux usées, dont la capacité varie de quelques centaines d'équivalents habitants pour les plus modestes installations à plusieurs millions pour les plus grandes. Il est important de noter que 80 % de ces stations ont une capacité inférieure à 2 000 équivalent-habitants (EH), mais sur l'échelle nationale elles traitent moins de 6 % de la pollution totale. L’essentiel de l’épuration des eaux usées est réalisé par des STEP de plus de 10 000 EH, qui représentent 6 % du nombre de stations mais reçoivent 82 % de la charge polluante.
| Nom                                                     | Ville                                                      | Département             | Date de mise en service | Débit de référence retenu (m³/j) | Capacité nominale (équivalents-habitants) | Production de boues (TMS/an) | Surface occupée (km²) | Commentaires |
| ------------------------------------------------------- | ---------------------------------------------------------- | ----------------------- | ----------------------- | -------------------------------- | ----------------------------------------- | ---------------------------- | --------------------- | --- |
| Station d’épuration Seine Aval,                         | Saint-Germain-en-Laye, Archères                            | Yvelines (78)           | 1940                    | 2 266 000                        | 7 500 000 EH                              | 89 931                       | 0,32                  | Traitement secondaire, dénitrification plus poussée, déphosphatation plus poussée, biofiltre (file eau), épaississement statique gravitaire (file boue).                                                   |
| Station d'épuration Seine Amont                         | Valenton                                                   | Val-de-Marne (94)       | 1987                    | 799 588                          | 3 600 000 EH                              | 36 365                       |                       | Traitement secondaire, dénitrification plus poussée, déphosphatation plus poussée, boue activée aération prolongée (très faible charge), procédé avancé de réduction de la production de boues.            |
| Station d'épuration de Marseille                        | Marseille                                                  | Bouches-du-Rhône (13)   | 2006                    | 292 605                          | 1 865 000 EH                              | 24 354                       |                       | Traitement secondaire, biofiltre (file eau), séchage thermique (file boue). |
| Station d'épuration Seine Grésillons                    | Triel-sur-Seine                                            | Yvelines (78)           | 2008                    | 316 100                          | 1 212 000 EH                              | 16 067                       |                       | Traitement secondaire, dénitrification plus poussée, déphosphatation plus poussée, biofiltre (file eau), séchage thermique.                                                                                |
| Station d'épuration de Strasbourg-La Wantzenau          | Métropole de Strasbourg, Le Wantzenau                      | Bas-Rhin (67)           | 1988                    | 303 956                          | 1 000 000 EH                              | 12 241                       |                       | Traitement secondaire, dénitrification plus poussée, déphosphatation plus poussée, boue activée aération prolongée (très faible charge), incinération des boues.                                           |
| Station d'épuration de Lyon - Saint Fons                | Métropole de Lyon, Saint-Fons                              | Rhône (69)              | 1977                    | 324 200                          | 983 333 EH                                | 15 469                       |                       | Traitement secondaire, boue activée moyenne charge (file eau), incinération (file boue). |
| Station d'épuration de Lyon - Pierre Bénite             | Métropole de Lyon, Pierre-Bénite                           | Rhône (69)              | 2005                    | 312 740                          | 950 000 EH                                | 12 282                       |                       | Traitement secondaire, boue activée faible charge (file eau), incinération (file boue). |
| Station d'épuration de Toulouse Ginestous               | Toulouse                                                   | Haute-Garonne (31)      | 1989                    | 147 716                          | 950 000 EH                                | 16 157                       |                       | Traitement secondaire, boue activée moyenne charge (file eau), incinération (file boue). |
| Station d'épuration de Paris-Seine-Centre               | Colombes                                                   | Hauts-de-Seine (92)     | 2006                    | 346 130                          | 900 000 EH                                | 12 730                       |                       | Traitement secondaire, dénitrification plus poussée, déphosphatation plus poussée, biofiltre (file eau), procédé avancé de réduction de la production de boues (file boue).                                |
| Station d'épuration de Nice-Haliotis                    | Métropole Nice Côte d'Azur                                 | Alpes-Maritimes (06)    | 1982                    | 148 656                          | 623 333 EH                                | 10 511                       |                       | Traitement secondaire, boue activée faible charge (file eau), filtration à plateaux (file boue). |
| Station d'épuration Nantes 1-Tougas                     | Nantes Métropole, Saint-Herblain                           | Loire-Atlantique (44)   | 1998                    | 189 958                          | 600 000 EH                                | 8 694                        |                       | Traitement secondaire, dénitrification plus poussée, déphosphatation plus poussée, boue activée faible charge (file eau), centrifugation (file boue).                                                      |
| Station d'épuration de Lille-Marquette-lez-Lille        | Métropole de Lille, Marquette-lez-Lille                    | Nord (59)               | 1977                    | 252 573                          | 555 333 EH                                | 6 293                        |                       | Traitement secondaire, dénitrification plus poussée, déphosphatation plus poussée, boue activée moyenne charge (file eau), digestion anaérobie mésophyle (file boue).                                      |
| Station d'épuration de Rouen                            | Métropole de Rouen, Le Grand-Quevilly                      | Seine-Maritime (76)     | 1997                    | 141 773                          | 550 000 EH                                | 6 288                        |                       | Traitement secondaire, dénitrification plus poussée, déphosphatation plus poussée, boue activée aération prolongée (très faible charge), incinération (file boue).                                         |
| Station d'épuration Paris Marne Aval                    | Noisy-le-Grand                                             | Seine-Saint-Denis (93)  | 2006                    | 76 951                           | 550 000 EH                                | 6 890                        |                       | Traitement secondaire, dénitrification plus poussée, déphosphatation plus poussée, biofiltre (file eau), procédé avancé de réduction de la production de boues (file boue).                                |
| Station d'épuration de Clermont-Ferrand                 | Métropole de Clermont-Ferrand, Aulnat                      | Puy-de-Dôme (63)        | 2005                    | 84 127                           | 542 000 EH                                | 4 874                        |                       | Traitement secondaire, dénitrification plus poussée, déphosphatation plus poussée, boue activée aération prolongée (très faible charge), centrifugation (file boue).                                       |
| Station d'épuration de Maxeville                        | Métropole de Nancy, Maxéville                              | Meurthe-et-Moselle (54) | 2002                    | 136 367                          | 500 000 EH                                | 4 722                        |                       | Traitement secondaire, dénitrification plus poussée, déphosphatation plus poussée, boue activée moyenne charge (file boue), épaississement statique gravitaire (file boue).                                |
| Amphitria                                               | Métropole de Toulon, La Seyne-sur-Mer                      | Var (83)                | 1997                    | 75 493                           | 500 000 EH                                | 7 847                        |                       | Traitement secondaire, biofiltre (file eau), incinération (file boue). |
| Station d'épuration de Sausheim                         | Agglomération de Mulhouse, Sausheim                        | Haut-Rhin (68)          | 1986                    | 126 115                          | 490 000 EH                                | 10 617                       |                       | Traitement secondaire, dénitrification plus poussée, déphosphatation plus poussée, boue activée aération prolongée (très faible charge), incinération (file boue).                                         |
| Station d'épuration de Bonneuil-en-France               | Bonneuil-en-France, Arrondissement de Sarcelles            | Val-d'Oise (95)         | 2006                    | 64 965                           | 483 300 EH                                | 6 315                        |                       | Traitement secondaire, dénitrification plus poussée, déphosphatation plus poussée, boue activée aération prolongée (très faible charge), séchage thermique (file boue).                                    |
| Station d'épuration de Bordeaux (Louis Fargue 2)        | Bordeaux Métropole                                         | Gironde (33)            | 2011                    | 267 491                          | 477 000 EH                                | 7 141                        |                       | Traitement secondaire, disques biologiques (file eau), centrifugation (file boue). |
| Station de traitement des eaux usées de Maera           | Métropole de Montpellier, Quartier de la Céreirède, Lattes | Hérault (34)            | 2006                    | 131 858                          | 466 667 EH                                | 5 927                        |                       | Traitement secondaire, boue activée moyenne charge (file eau), procédé avancé de réduction de la production de boues (file boue). Travaux en cours pour augmenter la capacité de traitement de la station. |
| Station d'épuration de Metz                             | Métropole de Metz, La Maxe                                 | Moselle (57)            | 1974                    | 141 262                          | 440 000 EH                                | 8 570                        |                       | Traitement secondaire, dénitrification plus poussée, déphosphatation plus poussée, boue activée faible charge (file eau), filtration à plateaux (file boue).                                               |
| Station d'épuration de Grenoble-Aquapole                | Métropole de Grenoble, Fontanil-Cornillon                  | Isère (38)              | 1988                    | 323 454                          | 433 333 EH                                | 8 707                        |                       | Traitement secondaire, biofiltre (file eau), incinération (file boue). |
| Station d'épuration de Roubaix-Wattrelos                | Wattrelos                                                  | Nord (59)               | 2003                    | 212 142                          | 416 667 EH                                | 4 864                        |                       | Traitement secondaire, dénitrification plus poussée, déphosphatation plus poussée, boue activée faible charge (file eau), filtration à plateaux (file boue).                                               |
| Station d'épuration de Bègles                           | Bordeaux Métropole, Bègles                                 | Gironde (33)            | 1994                    | 121 110                          | 408 333 EH                                | 7 457                        |                       | Traitement secondaire, biofiltre (file eau), centrifugation (file boue). |
| Station d'épuration de Neuville-sur-Oise                | Cergy-Pontoise, Neuville-sur-Oise                          | Val-d'Oise (95)         | 2006                    | 50 765                           | 408 333 EH                                | 3 268                        |                       | Traitement secondaire, dénitrification plus poussée, déphosphatation plus poussée, biofiltre (file eau), épaississement statique gravitaire (file boue).                                                   |
| Station d'épuration de Reims Métropole                  | Reims Métropole, Saint-Brice-Courcelles                    | Marne (51)              | 1999                    | 85 456                           | 408 300 EH                                | 5 924                        |                       | Traitement secondaire, dénitrification plus poussée, déphosphatation plus poussée, boue activée faible charge (file eau), filtration à plateaux (file boue).                                               |
| Station d'épuration de Dijon                            | Dijon                                                      | Côte-d'Or (21)          | 2007                    | 103 940                          | 400 000 EH                                | 5 484                        |                       | Traitement secondaire, dénitrification plus poussée, déphosphatation plus poussée, boue activée forte charge (file eau), compostage (file boue).                                                           |
| Station d'épuration de Tours, La Riche La Grange David  | Métropole de Tours, La Riche                               | Indre-et-Loire (37)     | 2006                    | 58 568                           | 393 330 EH                                | 6 671                        |                       | Traitement secondaire, dénitrification plus poussée, déphosphatation plus poussée, boue activée aération prolongée (très faible charge), centrifugation (file boue).                                       |
| Station d'épuration de la Chauvinière                   | Le Mans                                                    | Sarthe (72)             | 2003                    | 91 542                           | 365 000 EH                                | 5 458                        |                       | Traitement secondaire, dénitrification plus poussée, déphosphatation plus poussée, biofiltre (file eau), épaississement statique gravitaire (file boue).                                                   |
| Station d'épuration de Rennes                           | Rennes Métropole                                           | Ille-et-Vilaine(35)     | 1996                    | 82 410                           | 360 000 EH                                | 4 492                        |                       | Traitement secondaire, dénitrification plus poussée, déphosphatation plus poussée, boue activée aération prolongée (très faible charge), oxydation par voie humide (file boue).                            |
| Station de traitement des eaux usées de Marne-la-Vallée | Saint-Thibault-des-Vignes                                  | Seine-et-Marne (77)     | 1974                    | 68 125                           | 350 000 EH                                | 6 927                        |                       | Traitement secondaire, dénitrification plus poussée, déphosphatation plus poussée, biofiltre (file eau), épaississement statique gravitaire (file boue).                                                   |
| Station d'épuration de Orléans la Chapelle Saint-Mesmin | Orléans Métropole, La Chapelle-Saint-Mesmin                | Loiret (45)             | 1997                    | 62 316                           | 350 000 EH                                | 3 382                        |                       | Traitement secondaire, dénitrification plus poussée, déphosphatation plus poussée, boue activée aération prolongée (très faible charge), centrifugation (file boue).                                       |
| Station d'épuration de Reyran                           | Fréjus                                                     | Var (83)                | 2010                    | 47 560                           | 346 600 EH                                | 1 653                        |                       | Traitement secondaire, biofiltre (file eau), centrifugation (file boue). |
| Station d'épuration Carré de Réunion                    | Plaine de Versailles, Saint-Cyr-l’École et Bailly          | Yvelines (78)           | 1993                    | 72 737                           | 340 000 EH                                | 1 851                        |                       | Traitement secondaire, dénitrification plus poussée, déphosphatation plus poussée, boue activée aération prolongée (très faible charge), stabilisation aérobie.                                            |
| Station d'épuration du Nouveau Monde                    | Métropole de Caen, Mondeville                              | Calvados (14)           | 2002                    | 49 739                           | 332 000 EH                                | 5 198                        |                       | Traitement secondaire, dénitrification plus poussée, déphosphatation plus poussée, boue activée faible charge (file eau), séchage thermique (file boue).                                                   |
| Station de traitement des eaux usées Le Havre Edelweiss | Le Havre                                                   | Seine-Maritime (76)     | 2010                    | 165 862                          | 322 000 EH                                | 5 702                        |                       | Traitement secondaire, dénitrification plus poussée, déphosphatation plus poussée, boue activée aération prolongée (très faible charge), incinération (file boue).                                         |